# A szovjet levelezőpajtás
A szovjet levelezőpajtás magyar dokumentum-játékfilm, mely 2011-ben készült Papp Gábor Zsigmond rendezésében, és egyben főszereplésével. A filmben némileg szokatlan módon az alkotó személyes története jelenik meg, legalábbis abban az értelemben, hogy a rendező egy saját gyerekkori levelezőtársnője, Julija felkutatására indul és a kutatás folyamatát igyekszik bemutatni. Később egy interjújában kifejezetten azt nyilatkozta, hogy „maga az út sokkal fontosabb volt, mint a célba érkezés, és a film akkor is elkészült volna, ha végül nem találom meg Júliát”.

## Cselekmény
A rendező a film első perceiben elmondott rövid monológja szerint 1980 januárjában, 7. osztályos általános iskolás korában, iskolai feladatként kapott egy szovjet levelezőpajtást. Szerencséjének köszönhetően egy hozzá hasonló korú moszkvai lány, Julija Lukjanova címét kapta meg, és három éven keresztül rendszeresen levelezett vele. Sőt, annak ellenére, hogy soha nem találkoztak, az összes levelét megőrizte, felnőtt fejjel, immár családos emberként pedig elhatározta, hogy megkeresi, és filmet készít arról, kinek milyen gyerekkora volt a szocializmusban.
A jelenetekben csak Gáborként megjelenő alkotó-főszereplő a levelekből kiolvasható nyomok alapján kezdi meg egykori levelezőtársa felkutatását: próbát tesz korabeli lakcímén, érdeklődik a moszkvai oktatási hivatalnál, megkísérli felkeresni a lány akkori iskoláját és szülei munkahelyét is. Utóbbiakról kiderül, hogy már rég megszűntek, a lakcím felkeresése azonban kedvező eredményt hoz: a szülők régi lakásában az idősebb testvér él, aki nem zárkózik el a segítségnyújtás elől. Közvetítésével Gábor – akit a kutatásban, az idegen nyelvi környezetben egy tíz éve Magyarországon élő, orosz születésű fiatalasszony, Okszána segít – hamar eljut Julija felnőtt lányához, Kszenyijához, majd pedig magát Juliját is megtalálja, aki ekkor már Olaszországban él, második házasságában.

## Alkotók
- Rendező: Papp Gábor Zsigmond
- Operatőr: Lovasi Zoltán
- Vágó: Bartos Bence
- Hang: Bánk Attila
- A rendező munkatársa: Oksana Sarkisova
- Gyártó: Bologna Film,
- Támogatók: MMKA, NKA

## Fesztiválszereplés és díjak
- Magyar Filmszemle, 2012
- Nuoro Filmfesztivál, 2012
- Filmtett Feszt, 2012[3]

## Érdekességek
- Bár a film narrációja és a dialógusok egy része magyar nyelvű, egyes dialógusok orosz, olasz, illetve angol nyelven hangoznak el, valamint olyan is előfordul, hogy valamelyik megszólaló váltogat a nyelvek között, vagy más nyelven válaszol, mint amilyen nyelven kérdezték. Az idegen nyelvű részek a filmben magyar nyelvű feliratozást kaptak.
- Fényképeken, filmrészleteken, illetve részben szöveges utalások formájában az 1980-as évek Szovjetuniójának több jellegzetes motívuma, illetve személye is megjelenik, mint például a moszkvai olimpia megnyitója, a csernobili atomerőmű-baleset, a Vörös téri Lenin-mauzóleum, az Artyek gyerektábor, a gyerekek számára készített, pedállal hajtható Moszkvics kisautó, vagy éppen Valerij Kubaszov és Farkas Bertalan, a Szojuz–36 űrhajósai.
- Egy fénykép erejéig látható a filmben a rendező öccse, Papp Gergely riporter, televíziós személyiség is.[2]

## Kritikák, ismertetések a filmről
- Buzogány Klára, Zágoni Bálint, Pócsik Andrea: Válogatott dokumentumfilmek a 43. Magyar Filmszemléről. A szovjet levelezőpajtás, Népművelő a felvevőgéppel, Allah minden napján szaladnak a lovak, A Nyolcak nyomában, Last Call – Dresden Dolls. Filmtett.ro, 2012. február 9., hozzáférés: 2025. január 26.
- Ujlaki Ágnes: Daragaja Julija! Szabad Föld, 68. évfolyam, 14. szám, 2012. április 6., 40. oldal; online hozzáférés: 2025. január 27.
- Székely Ilona Vakrepülés Moszkvába – Papp Gábor Zsigmond: Nem érzem magam döntőbírónak 168óra, 25. évfolyam, 2. szám, 2013. január 10., 31-33. oldal; online hozzáférés: 2025. január 27.
- Kruppa Noémi: Film, fesztivál és más kellemetlenségek. 12. Filmtettfeszt - Magyar filmnapok, Kolozsvár, október 4-7. Korunk, 2012 / 12. szám, 55-60. oldal [konkrétan erről a filmről: 58-59. oldal]; online hozzáférés: 2025. január 27.
- Beretvás Gábor: Ahol a part szakad – Papp Gábor Zsigmond: Kettévált ország. Várad, 2019 / 3. szám, 104-106. oldal; online hozzáférés: 2025. január 29.